# Gavardina

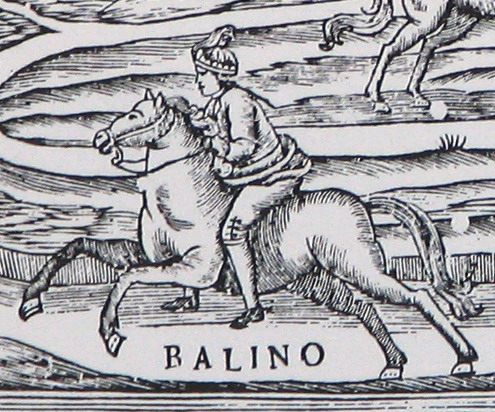
Paggio del XVI-XVII secolo, si notano la "gavardina", il bonetto e gli speroni.

La gavardina è la casacca utilizzata dai fantini del Palio di Asti durante la corsa.

## Significato
La parola proviene dal genovese "gabanin-a" cioè piccolo gabbano (piccola tunica), a sua volta mutuata dall'arabo "qaba", che si riferiva ad un corto mantello spesso usato dai beduini.

## Storia
Le prime tracce di questo vocabolo si trovano nei documenti di presentazione dei partecipanti al Palio alla fine del XVII secolo.

Il regolamento del Palio del 1688 infatti, definisce l'intero equipaggiamento del "paggio", che oltre a non dover avere più di ventun anni, deve essere ben distinguibile dagli altri partecipanti essendo la corsa antica disputata nelle ore del tramonto.
Oltre ad avere una gavardina ed un "bonetto" (copricapo) con piuma dello stesso colore della piuma presente sulla testa del cavallo, il paggio indossava gli speroni ed era munito di "sborello" (un frustino) di "due rasi ed un terzo" (circa un metro e mezzo di lunghezza)  formato da due corde intrecciate con un filo di rame.

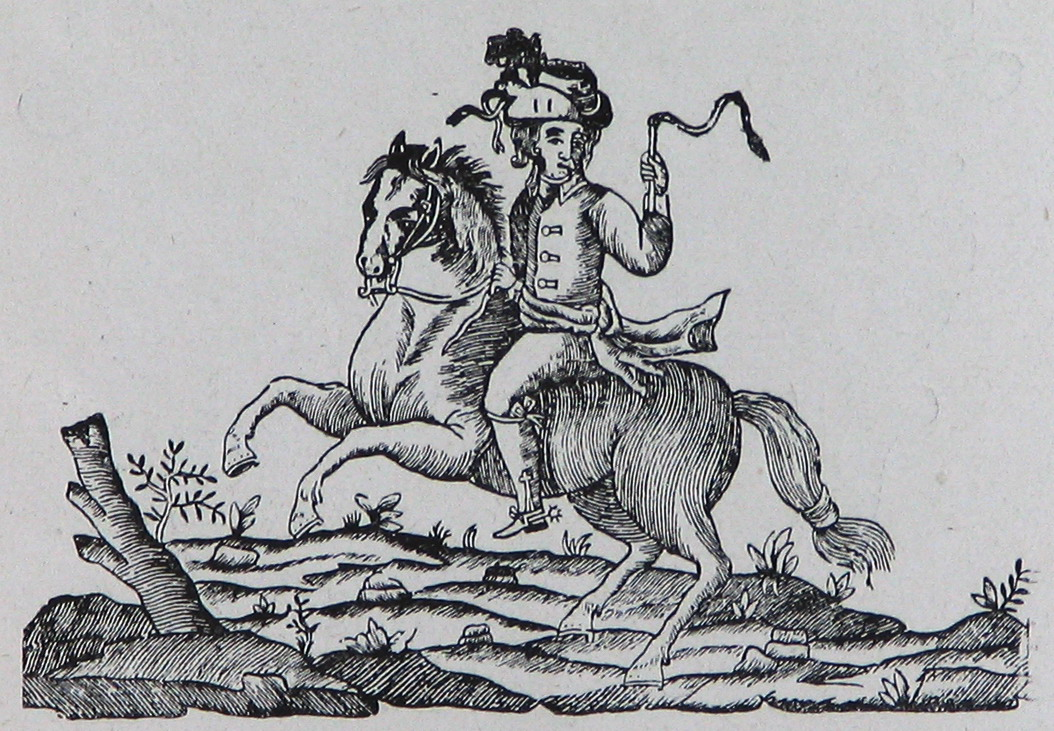
Divisa del paggio nell'Ottocento, da un'incisione sul frontespizio di un sonetto per la corsa del Palio

Nel periodo del XVIII secolo, in cui vi fu la preponderante partecipazione delle confraternite alla corsa del Palio, la gavardina riprese i colori della divisa delle confraternite.

Così il paggio della Confraternita dell SS.Annunziata, indossava una "gavardina bleu con gallone d'oro " o quello della SS.Trinità una "gavardina rossa guarnita d'oro".
Nel XIX secolo, con l'avvento francese, la corsa perse la maggior parte dei profondi significati religiosi e sociali che fino a quel momento aveva mantenuto.
 
Il governo francese laicizzò la festa ed alle partecipazioni delle confraternite, si affiancarono quelle dei reggimenti militari. Alla gavardina venne preferita una divisa, il più delle volte militare, su cui veniva appuntata una coccarda con i colori di appartenenza.
Solamente nel XX secolo, con la riproposta degli antichi statuti e privilegi dei Savoia la gavardina venne riutilizzata ed è tuttora la casacca dei fantini del Palio di Asti.